# Droga krajowa nr 139 (Kostaryka)
Droga krajowa nr 139 (hiszp. Ruta Nacional Secundaria 139/Ruta 139) – jedna z dróg krajowych w Kostaryce. Znajduje się ona w prowincji Alajuela.

## Opis
W prowincji Alajuela droga krajowa nr 139 przebiega przez kanton Los Chiles (przez dystrykt Caño Negro) oraz kanton Guatuso (przez dystrykt Buenavista).